# Reevesia gagnepainiana
Reevesia gagnepainiana är en malvaväxtart som beskrevs av Tardieu. Reevesia gagnepainiana ingår i släktet Reevesia och familjen malvaväxter. Inga underarter finns listade i Catalogue of Life.